# Varaždin
Varaždin és la capital del comtat de Varaždin (Varaždinska županija), al nord-oest de Croàcia. Té 46.946 habitants.
Està situada al costat del riu Drava a una altitud de 174 metres sobre el nivell del mar.
Durant el segle xviii, des del 1756 fins al 1776, Varaždin va ser la capital de Croàcia. Avui és coneguda com la ciutat del barroc, la música i les flors.